# 의령 보리사지 금동여래입상
의령 보리사지 금동여래입상(宜寧 菩提寺址 金銅如來立像)은 의령군 보리사지에서 출토된, 금동으로 만든 여래 입상(立像)이다. 남북국 시대 신라의 불상이이며, 1982년 3월 4일 대한민국의 보물 제731호로 지정되었다. 부산광역시 서구, 동아대학교 석당박물관에 소장되어 있다.

## 특징
의령 보리사지 금동여래입상(宜寧 菩提寺址 金銅如來立像)는 1948년 5월 경상남도 의령군 가례면 갑을리 도굴산에 있는 보리사에서 출토된 것으로 1981년부터 동아대학교에서 보관하고 있다. 
머리 위에 있는 상투 모양의 머리(육계)는 마치 밥그릇을 엎어 놓은 것 같으며, 원만한 얼굴에 비해 입은 매우 작게 표현되었다. 양 어깨를 감싸고 있는 옷은 가슴부분에서 리본 모양의 매듭을 지었고 배에서 밑으로 반원형의 무늬가 가늘게 그어져 있다. 오른손은 옆에서 허리까지 내리고 왼손은 수평으로 들었는데 모두 손바닥을 위로 하고 있다. 8각 대좌(臺座)는 앞면과 뒷면을 완전히 뚫어서 모양을 냈다.
전체적으로 완전한 상태를 유지하고 있고 조각 수법으로 보아 통일신라시대 후기에 만들어진 것으로 보인다.

## 참고 자료
- 의령 보리사지 금동여래입상 - 국가유산청 국가유산포털